# Argyrogrammana crocea
Argyrogrammana crocea is een vlindersoort uit de familie van de prachtvlinders (Riodinidae), onderfamilie Riodininae.
Argyrogrammana crocea werd in 1878 beschreven door Godman & Salvin.